# Juan de Valdés
Juan de Valdés (født ca. 1500, død maj 1541) var en spansk religiøs forfatter.

## Karriere
Juan de Valdés var den yngste af Fernando de Valdés' to tvillingesønner; faderen var regidor (byrådsmedlem) i Cuenca, Kastilien, hvor Juan de Valdés kom til verden. Han studerede sandsynligvis på universitetet i Alcalá de Henares og optræder første gang på skrift som "anonym" forfatter til den politisk-religiøse Diálogo de Mercurio y Carón (Dialog mellem Merkur og Charon), skrevet og udgivet i 1528. Skriftet angriber den romerskkatolske kirkes korruption, hvilket gjorde, at Valdés af frygt for den spanske inkvisition forlod Spanien og rejste til Napoli i 1530.
I 1531 drog han til Rom, hvor hans Diálogo blev tolereret, idet han heri havde støttet ægteskabet mellem Henrik 8. af England med Katharina af Aragonien. I 1533 vides han at have skrevet i Bologna i pave Clemens 7.'s nærvær, og om efteråret samme år bosatte han sig permanent i Napoli og antog italienske udgaver af sit navn, Valdésso eller Val d'Esso. Han er visse steder blevet tildelt posten som sekretær for vicekongen af Napoli, don Pedro de Toledo, men der er ingen tegn på, at han skulle have beklædt et officielt embede. I stedet skyldes rygtet hero muligvis forveksling med hans tvillingebror Alfonso, der var hofmand hos kejser Karl 5. af det Tysk-romeske rige, deltog i kroningen af Karl i Aachen i 1520 og var kansler hos Karl fra 1524, men døde i 1531.
Det vides, at Juan de Valdés' hus på Chiajaen var centrum for en litterær og religiøs kreds; hans konversationer og skrifter (der cirkulerede som manuskript) stimulerede ønsket om en åndelig reformation af kirken. Hans første frembringelse i Napoli var en filologisk afhandling Diálogo de la Lengua (1535). Hans værker berettiger ham til en plads blandt de bedste spanske prosaister. Hans venner opfordrede ham til at arbejde som humanist, men han var mere tilbøjelig til at arbejde med en bibelsk fortolkning af kernen i det fromme liv. Vermigli og Marcantonio Flaminio var de førende ånder i hans coterie, som også omfattede markise Vittoria Colonna fra 1537 og hendes svigerinde Giulia Gonzaga.
Valdés havde stor betydning for Bernardino Ochino, for hvem han leverede indhold til prædikener. Pietro Carnesecchi, som senere blev brændt af inkvisitionen, som havde kendt Valdés i Rom som en "beskeden hofmand af god slægt", fandt ham i Napoli (1540) som "fuldt fokuseret på at studere den Hellige Skrift", i gang med at oversætte dele heraf fra hebræisk og græsk med kommentarer og introduktioner. Carnesecchi tilskriver ham sin egen opfattelse af den evangeliske doktrin om sola fide (troens retfærdiggørelse). Valdés døde i Napoli i 1541.
Efter hans død spredtes hans proselytter. Ochino og Vermiglio forlod Italien, idet de havde opgivet håbet om en genfødt katolicisme. Nogle af Valdés' skrifter blev i varierende grad udgivet i italienske oversættelser. Med megen originalitet og dybde kombinerer de en delikat semi-mysticistisk spiritualitet med en personlig charme, der tilskrives deres forfatter ifølge samtidige kommentatorer.